# Simona Bordonali
Simona Bordonali (Brescia, 1º agosto 1971) è una politica italiana deputata per la Lega dal 13 marzo 2018.

## Biografia
Diplomata come perito aziendale e corrispondente in lingue straniere, ha lavorato come perito di marketing e agente di commercio.

## Attività politica
Fin da giovanissima è attivista della Lega Nord. Dopo essere stata consigliere comunale a Rovato dal 1994 al 1997, è eletta consigliere comunale a Brescia alle elezioni comunali in Lombardia del 2005 e nel 2008, quando, dopo la vittoria al primo turno del centrodestra di Adriano Paroli e aver ottenuto 296 preferenze nella lista della Lega, viene eletta Presidente del Consiglio comunale. Rimane in tale ruolo fino al 19 marzo 2013, quando il Presidente della Regione Lombardia Roberto Maroni la nomina assessore regionale alla Sicurezza, Protezione Civile e Immigrazione. Nuovamente candidata alle elezioni comunali del 2013, ottiene 433 preferenze ed è rieletta consigliere comunale di Brescia.
Viene candidata alle elezioni del 2018 alla Camera dei Deputati nel collegio uninominale Lombardia 3 - 01 (Brescia) per il centrodestra, ottenendo il 42,74% e superando il candidato del centro-sinistra Antonio Vivenzi (29,92%) e quello del Movimento 5 Stelle Giorgio Sorial (19,10%), viene quindi eletta deputata. Alle elezioni amministrative del 2018 a Brescia raccoglie 1.472 preferenze, nonostante la vittoria del sindaco uscente Emilio Del Bono (centrosinistra), venendo eletta consigliere comunale.
Durante la XVIII Legislatura fa parte della Prima Commissione Affari Costituzionali, di cui è Segretario, e della Giunta per il Regolamento. Delegata d'Aula per il suo Gruppo, è prima firmataria di un progetto di legge per la riforma del Corpo di Polizia Locale ed è stata relatrice per la maggioranza per il Decreto Sicurezza Bis, in discussione nell'estate 2019.
Alle elezioni politiche anticipate del 2022 viene candidata alla Camera nel collegio uninominale Lombardia 3 - 03 (Lumezzane) e nel plurinominale come capolista in due collegi lombardi e in seconda posizione in altri due. Viene eletta nel collegio uninominale con il 61,76%, sopravanzando Pier Luigi Mottinelli del centrosinistra (20,21%) e Massimo Ottelli di Azione - Italia Viva (8,45%).
Alle elezioni amministrative del 2023 viene nuovamente eletta consigliere comunale di Brescia per la Lega con 443 preferenze.
Alle elezioni europee del 2024 si candida nella circoscrizione nord-occidentale  ma con circa 6.500 preferenze si piazza solo undicesima.